# Маја Чибурданидзе
Маја Чибурданидзе (груз. მაია ჩიბურდანიძე; рођена 17. јануара, 1961) је грузијска шахисткиња. Као право чудо од детета постала је седма светска шапионка у шаху у 17. години – најмлађа жена којој је то успело. Била је кључни играч совјетског тима који је доминирао женским олимпијадама у осамдесетим а, када је Грузија постала независна 1990, играла је на првој табли новог грузијског тима који је освојио три златне медаље у раним деведесетим.
Одликована је неколико пута и издато је неколико поштанских марака на којима се славе њена шаховска достигнућа. Монголија је издала комеморативну марку 1986. на којој је приказана позиција из једне од њених партија са меча за светску шамионку са Ирином Левитином 1984. године 
Нико са сигурношћу не зна зашто је једна од најмањих република бившег Совјетског Савеза створила толико светски познатих шахисткиња – можда због тога што се у грузијским школама шах схвата много озбиљније него у другим земљама или је то можда због бољих метода тренинга. Маја је једна од неколико жена из ове земље које су освојиле највише нивое шаха. Освојила је светску титулу победивши једну другу Грузијку, Нону Гаприндашвили 1978. и одбранила је неколико пута против других шахисткиња из своје отаџбине у осамдесетим годинама.

## Ране године
Рођена је у Кутаисију (Грузија) у јануару 1961. а шах је почела да игра са осам година. Постала је јуниорски шампион Совјетског Савеза 1976. а годину дана касније освојила је и сениорску титулу. Године 1977. освојила је звање међународног женског велемајстора.
Победила је на свом дебију на Брашовском женском међународном турниру 1974. када је имала само 13 година, а наставила је победом на турниру у Тбилисију 1975. пре него што је ушла у квалификације за светски женски шампионат 1976/77.
Маја је показала да је озбиљан такмац за светску титулу када је заузела друго место на међузонском турниру у Тбилисију (1976) и тако се квалификовала за мечеве кандидата 1977. Изненадила је све противнице пласиравши се у финале кандидаткиња, у коме је победила Алу Кушнир са 7½-6½, да би изашла на мегдан за светску титулу у мечу у Бичвинти, Грузија са Ноном Гаприндашвили, владајућом светском шампионком.

## Светска шампионка
Маја је постала светски шампион победивши са 8½-6½ и изненадила шаховски свет. Доказала је да је непобедива шампионка у тако раним годинама, а успешно је одбранила титулу чак четири пута.
Године 1981. играла је нерешено, 8-8, у чврстом мечу против Нане Александрије, који је одржан у Боржомију и Тбилисију, али је сачувала титулу. Три године касније играла је против Ирине Левитине у Волгограду, Русија, и овога пута убедљиво победила са 8-5.
Следећа изазивачица била је Елена Ахмиловскаја 1986. а Маја је победила у мечу у Софији са 8½-5½. Године 1988. поново је сачувала титулу тесно победивши Нану Јоселиани у мечу у Телавију, Грузија са 8½-7½.
У деведесетим годинама нова претња за Мају појавила се са Далеког истока. Хси Џун из Кине стекла је право да изазове светску шампионку у фебруару 1991. и, мимо свих очекивања, Маја је изгубила круну против младе Кинескиње у Манили са 8½-6½ - појавила се нова снага у женском шаху која је зауставила супремацију грузијских шахисткиња. Владавина Маје Чибурданидзе, дуга 14 година, трећа је по дужини у женском шаху, иза прве шампионке, Вере Мечик, која је владала 18 година, од 1927. до смрти, и Ноне Гаприндашвили са 16 година.

## Касније године
Маја Чибурданидзе, као и многе друге шахисткиње, није била превише импресионирана „женским шахом“ и више је волела да игра шах с мушкарцима. Играла је често на мушким турнирима широм света, а у најбољој форми је била у осамедесетим и раним деведесетим. Била је прва на турнирима у Њу Делхију (1984) и Бањој Луци (1985), а у следећој деценији победила је у Београду (1992), Бечу (1993) и Липштату (1995).
Покушала је да поврати светску титулу али, с успоном кинеских шахисткиња и „страшним“ сестрама Полгар, то се показало јако тешким. Њен највећи успех било је освајање првог места на турниру кандидаткиња у Тилбургу 1994. Изгубила је, међутим, у плеј-офу од Жуже Полгар са 5½-1½. Касније, упркос томе што се противила нокаут систему, вратила се у шампионску трку у недавним годинама. Дошла је до полуфинала 2001, када ју је победила Цу Чен из Кине, која је касније освојила титулу.
Маја Чибурданидзе није играла против осталих жена и освојила је златне медаље на мушким олимпијадама 1992, 1994. и 1996. Играла је и на Европском тимском шампионату 1997. на коме је Грузија освојила златну медаљу, као и на првом мечу у убрзаном шаху између Европе и Азије у Батумију (Грузија) септембра 2001. Женска екипа Азије је победила са 21½-10½, а Маја је освојила 3½ поена.
У једном тренутку била је једина од две жене које су имале звање мушког велемајстора, које јој је доделила ФИДЕ (Светска шаховска федерација) јер је била свестка шампионка. (Касније ће Жужа Полгар из Мађарске постати прва жена која је испунила велемајсторску норму кроз такмичења.) Маја је допринела великој популарности шаха у Грузији, где је, као и друге Грузијке, славе као филмске звезде. 
Њен стил игре је чврст, али агресиван и добро утемељен на класичним принципима, што се и може очекивати од шахисткиње коју је у младости тренирао врхунски совјетски тренер Едуард Гуфелд.
На рејтинг листи ФИДЕ Маја је у априлу 2005. имала 2509 поена и била је рангирана као четврта шахисткиња на свету.